# Gran Premi d'Itàlia del 1954
Resultats del Gran Premi d'Itàlia de Fórmula 1 de la temporada 1954 disputat al circuit de Monza el 5 de setembre de 1954.

## Resultats
| Pos   | No | Pilot                 | Equip    | Voltes | Temps/ Retirada      | Pos. de sortida | Punts |
| ----- | -- | --------------------- | -------- | ------ | -------------------- | --------------- | ----- |
| 1     | 16 | Juan Manuel Fangio    | Mercedes | 80     | 2h 47' 47. 9         | 1               | 8     |
| 2     | 40 | Mike Hawthorn         | Ferrari  | 79     | + 1 Volta            | 7               | 6     |
| 3     | 38 | Umberto Maglioli      | Ferrari  | 78     | + 2 Voltes           | 13              | 2     |
| Comp. | 38 | José Froilán González | Ferrari  |        |                      |                 | 3     |
| 4     | 12 | Hans Herrmann         | Mercedes | 77     | + 3 Voltes           | 8               | 3     |
| 5     | 30 | Maurice Trintignant   | Ferrari  | 75     | + 5 Voltes           | 11              | 2     |
| 6     | 42 | Fred Wacker           | Gordini  | 75     | + 5 Voltes           | 18              |       |
| 7     | 10 | Peter Collins         | Vanwall  | 75     | + 5 Voltes           | 16              |       |
| 8     | 26 | Louis Rosier          | Maserati | 74     | + 6 Voltes           | 20              |       |
| 9     | 18 | Sergio Mantovani      | Maserati | 74     | + 6 Voltes           | 9               |       |
| 10    | 28 | Stirling Moss         | Maserati | 71     | + 9 Voltes           | 3               |       |
| 11    | 8  | Jorge Daponte         | Maserati | 70     | + 10 Voltes          | 19              |       |
| Ret   | 34 | Alberto Ascari        | Ferrari  | 48     | Motor                | 2               |       |
| Ret   | 22 | Luigi Villoresi       | Maserati | 42     | Embragatge           | 6               |       |
| Ret   | 14 | Karl Kling            | Mercedes | 36     | Accident             | 4               |       |
| Ret   | 24 | Roberto Mieres        | Maserati | 34     | Suspensions          | 10              |       |
| Ret   | 20 | Luigi Musso           | Maserati | 32     | Transmissió          | 14              |       |
| Ret   | 32 | José Froilán González | Ferrari  | 16     | Caixa canvi          | 5               |       |
| Ret   | 6  | Robert Manzon         | Ferrari  | 16     | Motor                | 15              |       |
| Ret   | 46 | Clemar Bucci          | Gordini  | 13     | Transmissió          | 17              |       |
| Ret   | 44 | Jean Behra            | Gordini  | 2      | Motor                | 12              |       |
| NVQ   | 20 | Giovanni de Riu       | Maserati |        | No es va classificar | 21              |       |

## Altres
- Pole: Juan Manuel Fangio 1' 59. 0

- Volta ràpida: José Froilán González 2' 00. 8 (a la volta 2)

- Cotxe compartit:
  - Cotxe Nº38: Umberto Maglioli (30 Voltes) i José Froilán González (48 Voltes)